# Kohautia nagporensis
Kohautia nagporensis är en måreväxtart som först beskrevs av Lewis Jones Knight Brace och Henry Haselfoot Haines, och fick sitt nu gällande namn av Hermenegild Santapau och Y. Merchant. Kohautia nagporensis ingår i släktet Kohautia och familjen måreväxter. Inga underarter finns listade i Catalogue of Life.